# Flatoidinus lugubris
Flatoidinus lugubris är en insektsart som beskrevs av Metcalf och Bruner 1948. Flatoidinus lugubris ingår i släktet Flatoidinus och familjen Flatidae. Inga underarter finns listade i Catalogue of Life.